# Села при Југорју
Села при Југорју (словен. Sela pri Jugorju) је насељено место у општини Метлика, регија Југоисточна Словенија, Словенија.

## Историја
До територијалне реорганизације у Словенији била су у саставу старе општине Метлика.

## Становништво
У попису становништва из 2011. године, Села при Југорју су имала 45 становника.
| Број становника према пописима | Број становника према пописима | Број становника према пописима |
| ------------------------------ | ------------------------------ | ------------------------------ |
| 1991                           | 2002                           | 2011                           |
| 42                             | 38                             | 45                             |